# Феррари, Пьеро
Не путать с итальянским футболистом Феррарис, Пьетро
Пьеро Феррари (итал. Piero Ferrari; род. 22 мая 1945, Кастельветро-ди-Модена, Италия) — итальянский бизнесмен, второй сын Энцо Феррари от Лины Ларди, владелец 10 % доли в автомобильной компании «Ferrari» и её вице-президент.
Начал работать с Энцо в 1970-х, контролируя производство вначале дорожных машин, а затем и организовывал работу гоночного департамента компании. После смерти жены Энцо, Лауры, был признан отцом и получил фамилию Феррари. В 1988 году после смерти Энцо был выдвинут в вице-президенты как единственный наследник семьи Феррари. В 1998 году номинирован на должность президента итальянской авиастроительной компании «Piaggio Aereo Engineering».
Награждён орденом «За заслуги в труде» в 2004 году. Ученую степень инженера получил в Моденском университете.
Жена — Флориана Налин, дочь и два внука. Живёт в Модене в доме отца.